# Ruiter Silva
Ruiter Antônio Gonçalves Silva (Catalão, 15 de dezembro de 1992) é um nadador paralímpico brasileiro. Conquistou a medalha de prata nos Jogos Paralímpicos de Verão de 2016 no Rio de Janeiro, representando seu país na categoria revezamento 4x100m livre 34 pontos.